# Juha Itkonen
Juha Heikki Itkonen, född  8 juni 1975 i Tavastehus i Egentliga Tavastland, är en finsk författare och journalist som läst litteraturhistoria och statsvetenskap vid Helsingfors Universitet. Itkonen har arbetat som redaktör för flera tidskrifter 
. Itkonens roman Ihmettä kaikki har nominerats till Nordiska rådets litteraturpris 2020 

### Romaner
- 2003 Myöhempien aikojen pyhiä, Tammi.
- 2005 Anna minun rakastaa enemmän, Teos. (2008 Låt mig älska mer, översättning av Camilla Frostell, Bonniers)
- 2007 Kohti, Otava.
- 2010 Seitsemäntoista, Otava.
- 2012 Hetken hohtava valo, Otava.
- 2014 Ajo, Otava.
- 2016 Palatkaa perhoset, Otava.
- 2018 Ihmettä kaikki, Otava. (2020, Allt ett under, översättning av Camilla Frostell, Förlaget)

### Essäer
- 2007 Topsi ja tohtori Koirasson, tillsammans med Maija Itkonen, Otava.
- 2008 Huolimattomia unelmia, Otava.
- 2019 7 + 7 – Levottoman ajan kirjeitä, tillsammans med Kjell Westö Otava. (2020, 7+7 Brev i en orolig tid, översättning av Fredrik Lång, Förlaget)